# Petrorhagia nanteuilii
Petrorhagia nanteuilii — вид квіткових рослин родини гвоздичні (Caryophyllaceae). Етимологія: лат. nanteuilii — видовий епітет вшановує французького ботаніка Роджер де Нанта (фр. Edmond Jules Marie Roger de Nanteuil).

## Галерея

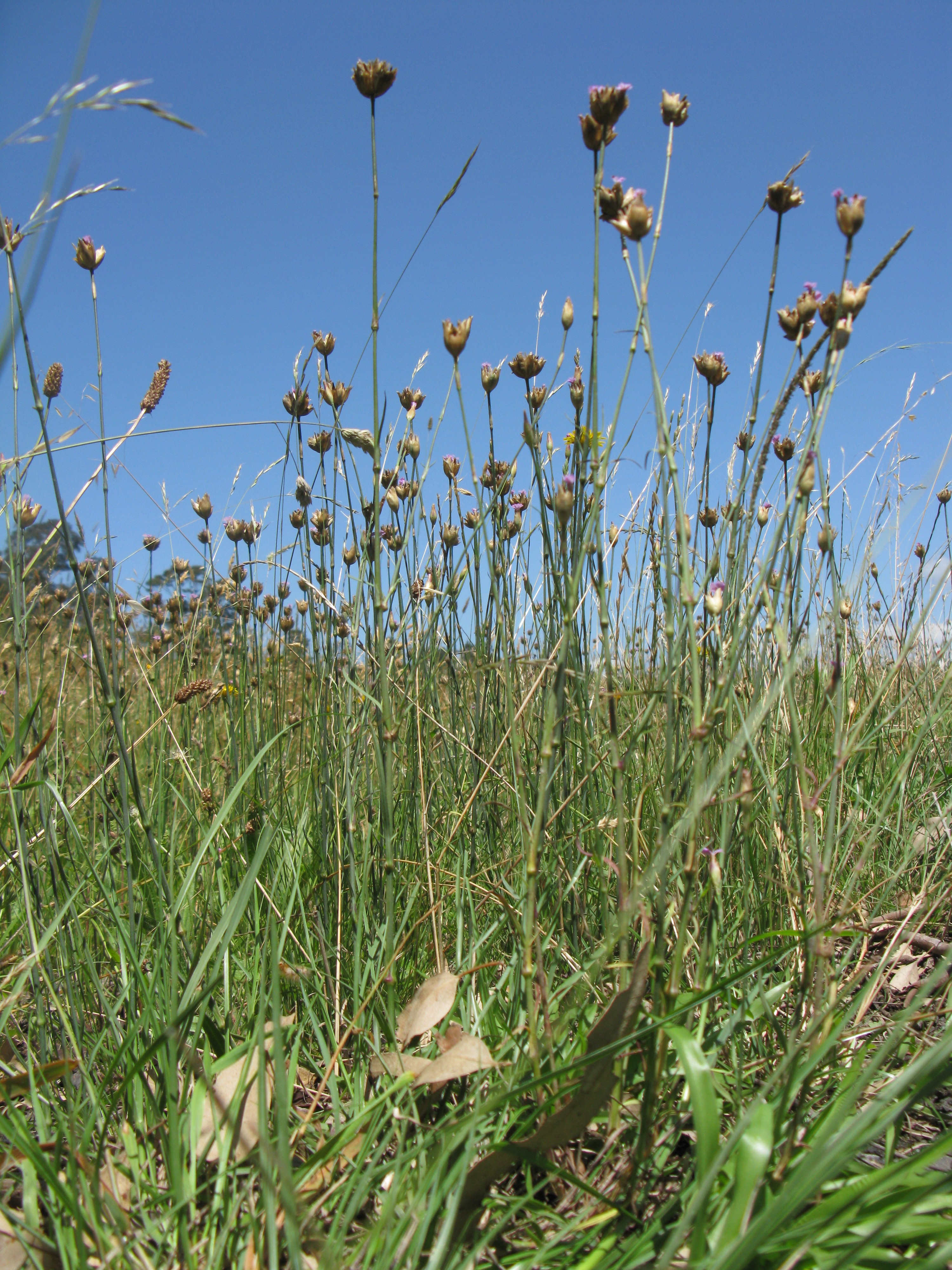
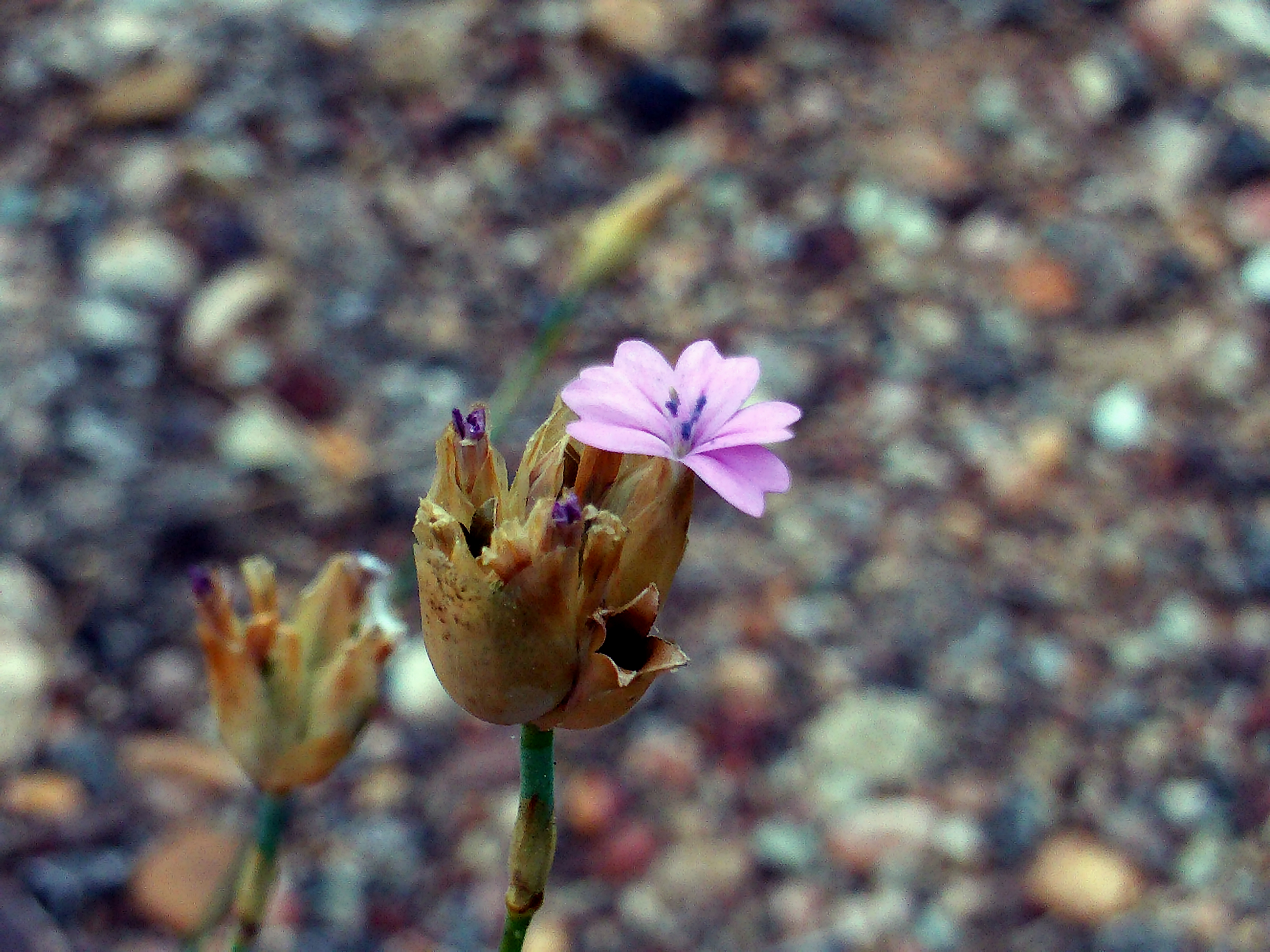

## Опис
Однорічна рослина 10–40 см у висоту. Листя лінійне. Малі рожеві квіти знаходяться в невеликих овальних головах, і зазвичай тільки одну квітку видно одночасно. Плоди — овальні насіннєві капсули.

## Поширення
Батьківщина. Північна Африка: Алжир; Марокко. Європа: Велика Британія — Англія; Італія; Франція; Португалія; Гібралтар; Іспанія. Натуралізований. Португалія — Мадейра; Іспанія — Канарські острови; Японія; Австралія; Сполучені Штати Америки — Каліфорнія; Канада — Британська Колумбія; Аргентина. Зростає на галявинах і узліссях, на чагарникових схилах, уздовж доріг.